# Champagne Ayala
Pour les articles homonymes, voir Ayala.
 (mai 2011).
Si vous disposez d'ouvrages ou d'articles de référence ou si vous connaissez des sites web de qualité traitant du thème abordé ici, merci de compléter l'article en donnant les références utiles à sa vérifiabilité et en les liant à la section « Notes et références ».
 (avril 2021).
 (avril 2021).
Ayala est une maison de champagne fondée en 1860 par Edmond de Ayala. La maison est la propriété de la société Ayala et Co, elle-même filiale de la société Champagne Bollinger depuis 2005.
La maison Ayala produit notamment un champagne nature, c’est-à-dire sans ajout de sucre lors du dégorgement. Elle figure parmi les premières maisons à proposer l’ensemble de sa gamme en version classique (faiblement dosée en sucre) et en version nature (non dosée).

## Histoire
En 1855, Edmond de Ayala, fils d’un diplomate colombien, se rend chez le vicomte de Mareuil, dans le but d’apprendre à vinifier le vin. Il y rencontre Gabrielle d’Albrecht, la nièce du vicomte. Ils se marient en 1858 et Gabrielle apporte en dot le château d’Aÿ et des vignes. C’est ainsi que la maison est fondée en 1860. La marque Ayala est déposée au greffe du tribunal de commerce de Reims le 5 novembre 1875.
Peu après, le frère d’Edmond, Fernand, s’installe à Londres et devient un ami du prince de Galles. Celui-ci apprécie le Champagne, mais le considère trop sucré (66 g de sucre par litre à cette époque), et demande donc à Fernand de lui livrer un Champagne plus vif et pur. C’est ainsi qu’en exportant un Champagne dosé à 22 g/l, Ayala devient le fournisseur officiel de la couronne d’Angleterre et devient pionnier dans les champagnes faiblement dosés.

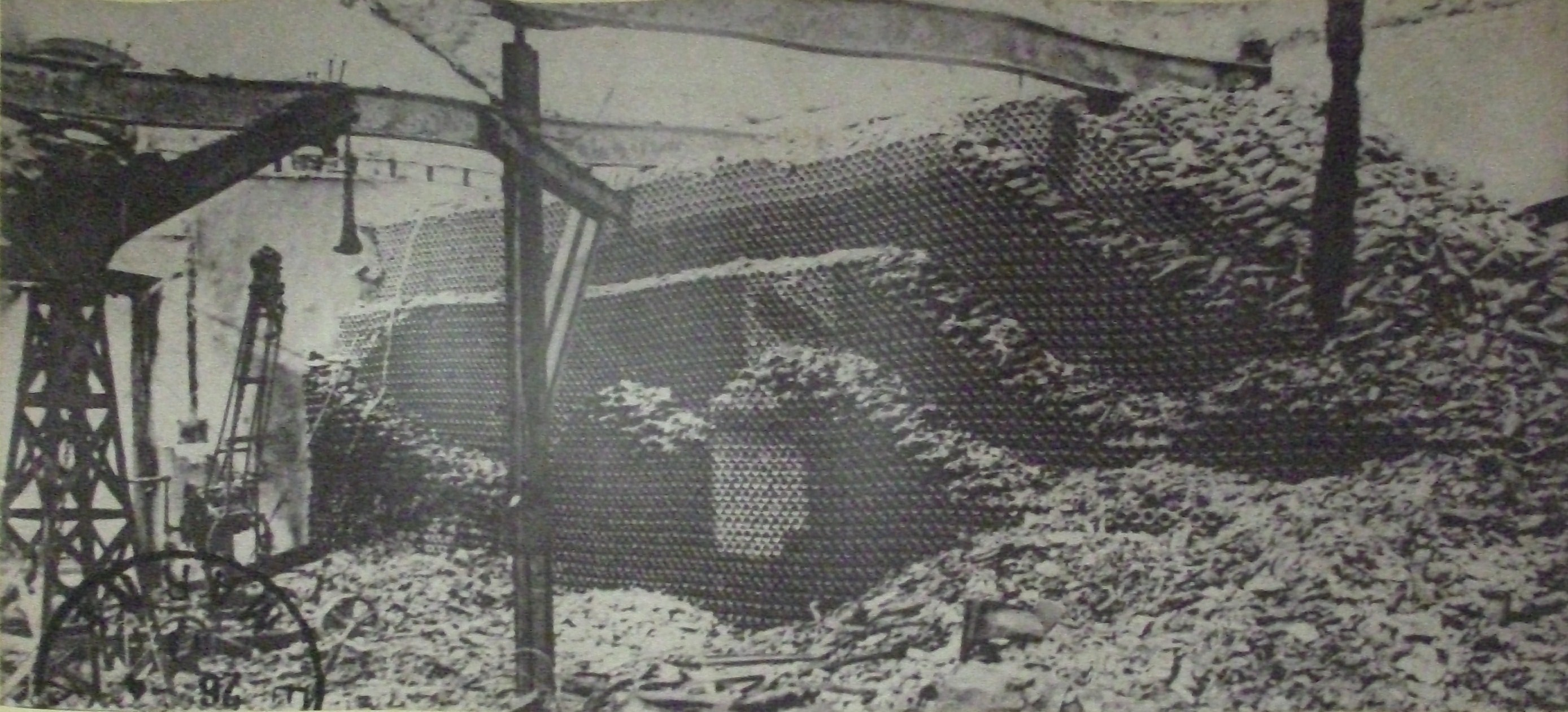
La maison Ayala brûlée.

En 1911, après le désastre du phylloxéra et la vendange catastrophique de 1910, les vignerons se trouvent dans la misère. De plus, certaines maisons de Champagne font venir du raisin de l'Aube, et le gouvernement est incapable d’obtenir le consensus sur la délimitation de la Champagne viticole. Cette situation conduit à la révolte. Faute de pouvoir s’attaquer à Épernay, solidement tenue par une garnison, les émeutiers au nombre de 5 à 6 000 (venus de 51 communes viticoles) se dirigent vers des villages comme Aÿ. Ils pillent et incendient les maisons Bissinger et Ayala. La maison est totalement détruite, mais elle est reconstruite deux ans plus tard, à la veille de la Première Guerre mondiale.
Elle connaît un âge d’or durant les années 1920 avec une production d’un million de bouteilles. Fragilisée, cette maison ne survit pas à la crise de 1929; elle est vendue à la banque britannique Guinness en 1936.

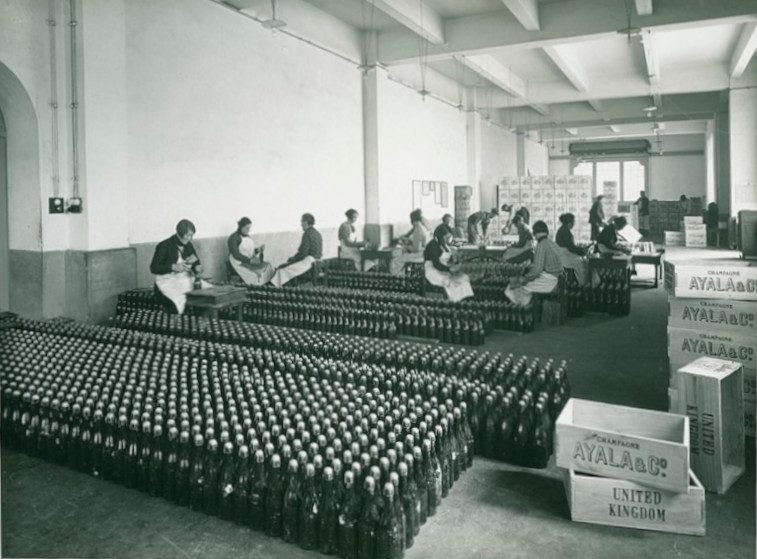
Chaîne d'habillage des bouteilles Ayala, début des années 1920.

Le 8 novembre 1937, René Chayoux (1892-1969) reprend la maison Ayala. Fils d’un négociant en vins d’Épernay, il reprend l’affaire de son père et la diversifie. Il s’intéresse au vignoble de Saint-Estèphe et rachète Phélan Ségur⁣⁣⁣, dont il reste propriétaire de 1925 à 1935. En 1936, il acquiert une ancienne maison d’Aÿ, Duminy. La même année, Stanislas de Montebello lui cède la maison fondée en 1834 par son aïeul et le château de Mareuil sur Aÿ. Champenois convaincu, René Chayoux se consacre à la profession pendant la guerre.
Élu à la tête du Négoce comme Président de l’Union des Maisons de Champagne de 1942 à 1956, il co-préside également de 1943 à 1956 le Comité interprofessionnel du vin de Champagne (CIVC) fondé en 1941. Très vite, il remarque au CIVC la personnalité de Jean-Michel Ducellier, docteur en droit et diplômé de l’École des sciences politiques de Paris. Sans héritier pour lui succéder, René Chayoux fait appel à Jean-Michel pour le seconder. En 1961, René Chayoux se rend acquéreur du Château La Lagune, 3e Grand Cru classé de 75 ha dans le Haut-Médoc.
En 1969, au décès de René Chayoux, Jean-Michel Ducellier assiste sa veuve pendant 10 ans, puis reprend seul le flambeau. Il dirige la Maison jusqu’en 1995. Durant 20 ans, de 1974 à 1994, il est, en tant que président de l’Union des Maisons de Champagne (UMC), le défenseur de ses pairs et le coprésident du CIVC. Juriste reconnu, il est un ardent défenseur de l’appellation « Champagne » auprès de la Commission de Bruxelles.
Dans les années 1980, la maison Ayala expédie un million de bouteilles, dont la moitié à l’exportation et notamment en Grande-Bretagne, Allemagne, Italie, Belgique, Suisse et Espagne, aux États-Unis et au Mexique.
En 2000, le groupe financier champenois animé par Jean-Jacques Frey reprend la maison des mains d’Alain Ducellier, fils de Jean-Michel. La Maison a du mal à s’adapter après la crise champenoise des années 1990 et connaît des heures difficiles.
La société familiale Jacques Bollinger, dirigée par Arnould d'Hautefeuille, reprend la maison Ayala le 31 janvier 2005 et le cap du million de bouteilles vendues est de nouveau franchi au milieu des années 2010.

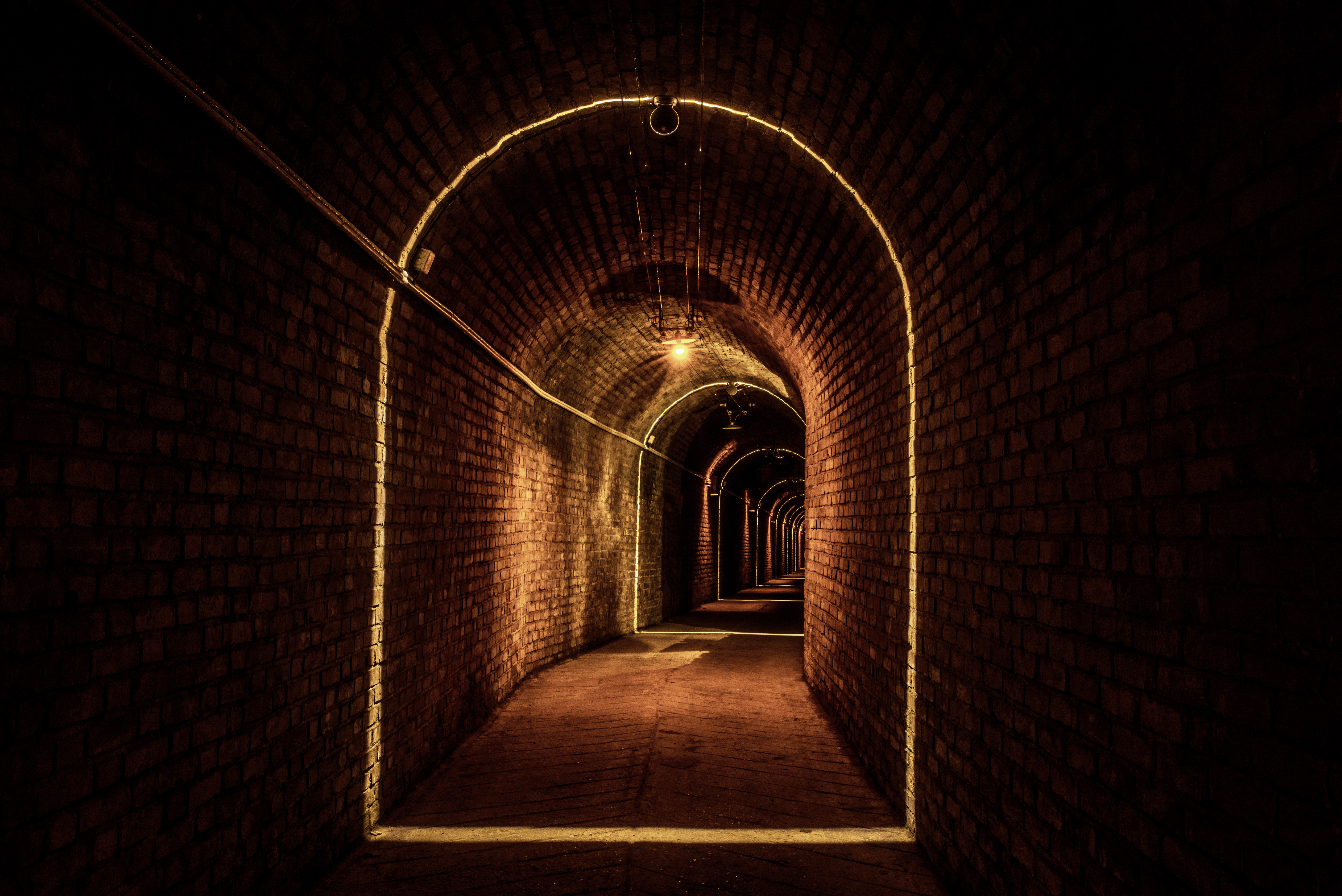
Caves de Champagne Ayala, illuminées à l'occasion des 160 ans de la Maison, en 2020.

## Vinification et gamme
(mai 2023).
Si vous disposez d'ouvrages ou d'articles de référence ou si vous connaissez des sites web de qualité traitant du thème abordé ici, merci de compléter l'article en donnant les références utiles à sa vérifiabilité et en les liant à la section « Notes et références ».
La maison Ayala est connue pour son approche du dosage. Le dosage est une opération par laquelle on ajoute au champagne une liqueur constituée de vin et de sucre.
Ce dosage est à l'origine des différentes catégories de champagnes :
| Catégorie   | Dosage (depuis 2009)     |
| ----------- | ------------------------ |
| Brut nature | 0-3 grammes de sucre/L   |
| Extra-brut  | 0-6g/L                   |
| Brut        | 0-12g/L (au lieu de 15)  |
| Extra-sec   | 12-17g/L (au lieu de 20) |
| Sec         | 17-32g/L (au lieu de 35) |
| Demi-sec    | 33-50 g/L                |
| Doux        | Plus de 50 g/L           |

La maison Ayala propose le même vin avec ou sans ajout de liqueur sucrée lors du dégorgement, une approche peu courante en Champagne. Traditionnellement, le dosage est utilisé pour adoucir et arrondir les vins. Selon la direction de la maison, cette méthode met en avant la qualité du vin, qui doit pouvoir être apprécié sans ajout de sucre.

## Ayala aujourd'hui
La maison Ayala a été rachetée en 2005 par la société Jacques Bollinger.
Elle est située sur la commune d’Aÿ-Champagne, dans la Marne.
La société est dirigée par Hadrien Mouflard, ancien secrétaire général de Champagne Bollinger. La chef de cave, Julian Gout, travaille à l’élaboration des grands vins d’Ayala depuis 2018. En 2017, Ayala commercialise environ 1 000 000 bouteilles, dont 30% en France et 70% à l’étranger (Angleterre, États-Unis, Italie, Japon, Allemagne, Équateur…).
Ayala demeure une marque peu connue du grand public, mais commence à trouver un véritable écho parmi les connaisseurs, notamment grâce au soutien de la presse spécialisée.